# خيرتراودنبيرخ
خيرتراودنبيرخ Geerttruidenberg  بلدية وبلدة بمقاطعة شمال برابنت، جنوبي هولندا.

## طوبوغرافيا
خريطة طوبوغرافية هولندية لبلدية خيرتراودنبيرخ، يونيو 2015، (تقرأ بعد ثلاث نقرات على الخريطة).

## معرض صور

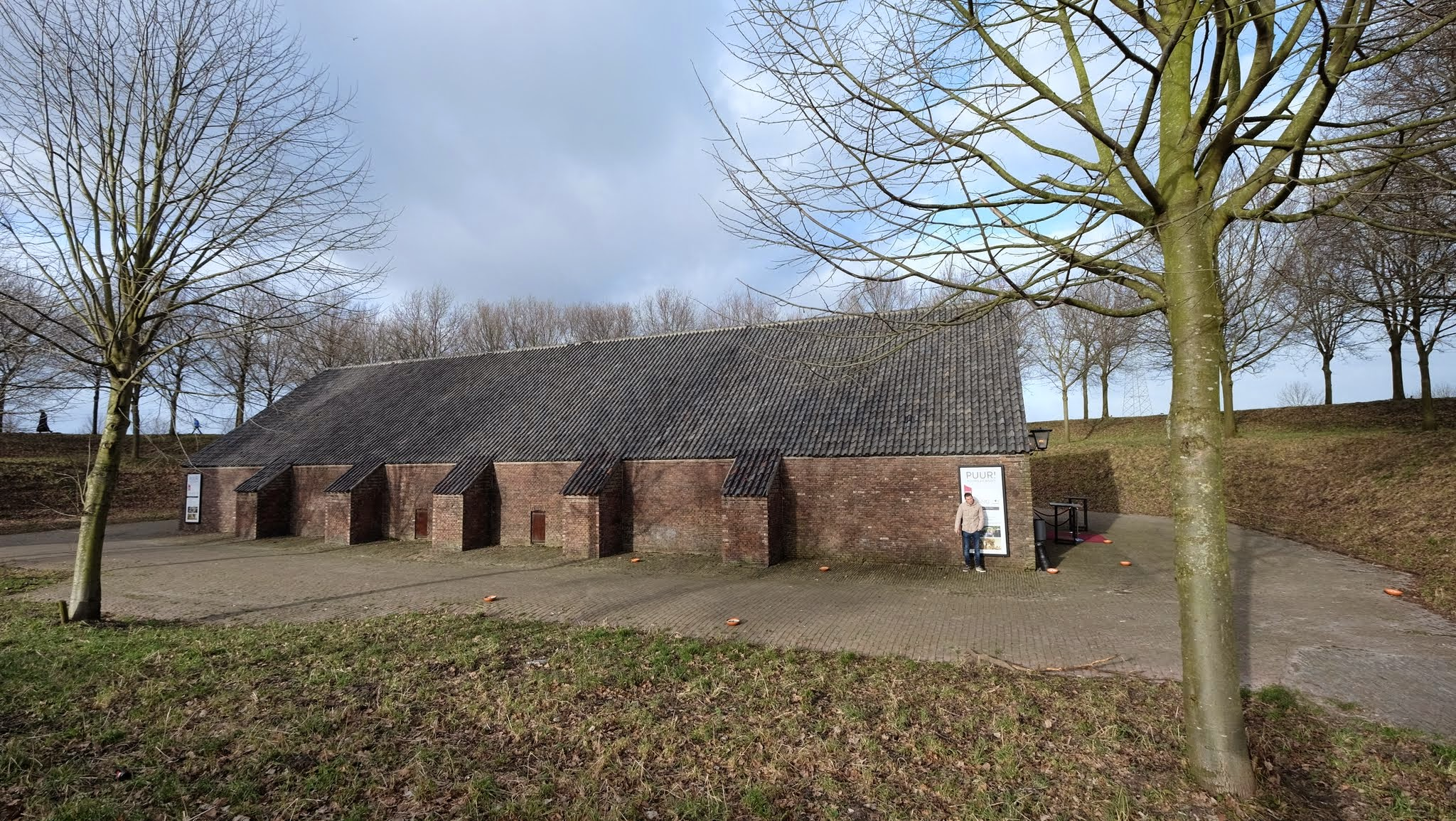
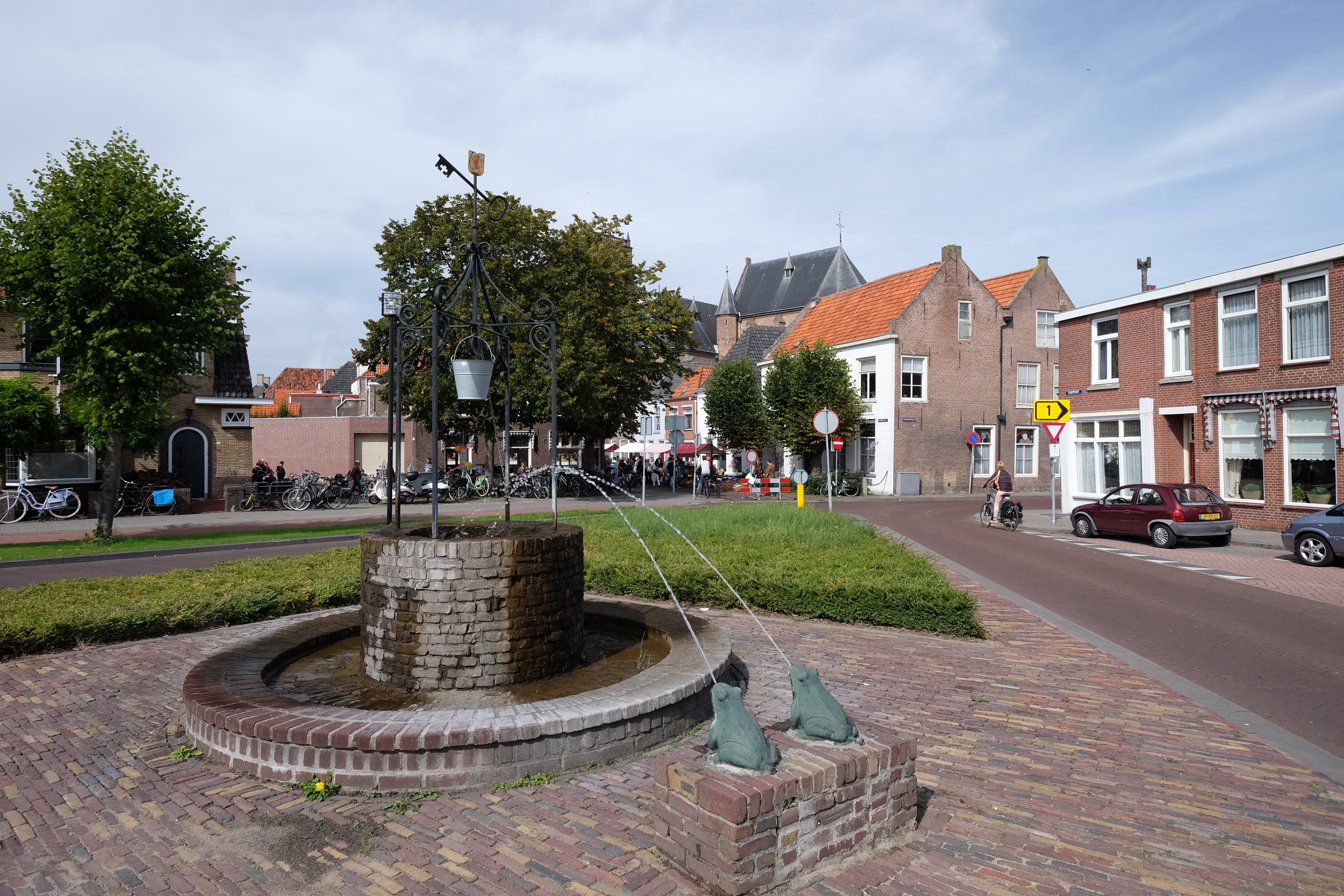
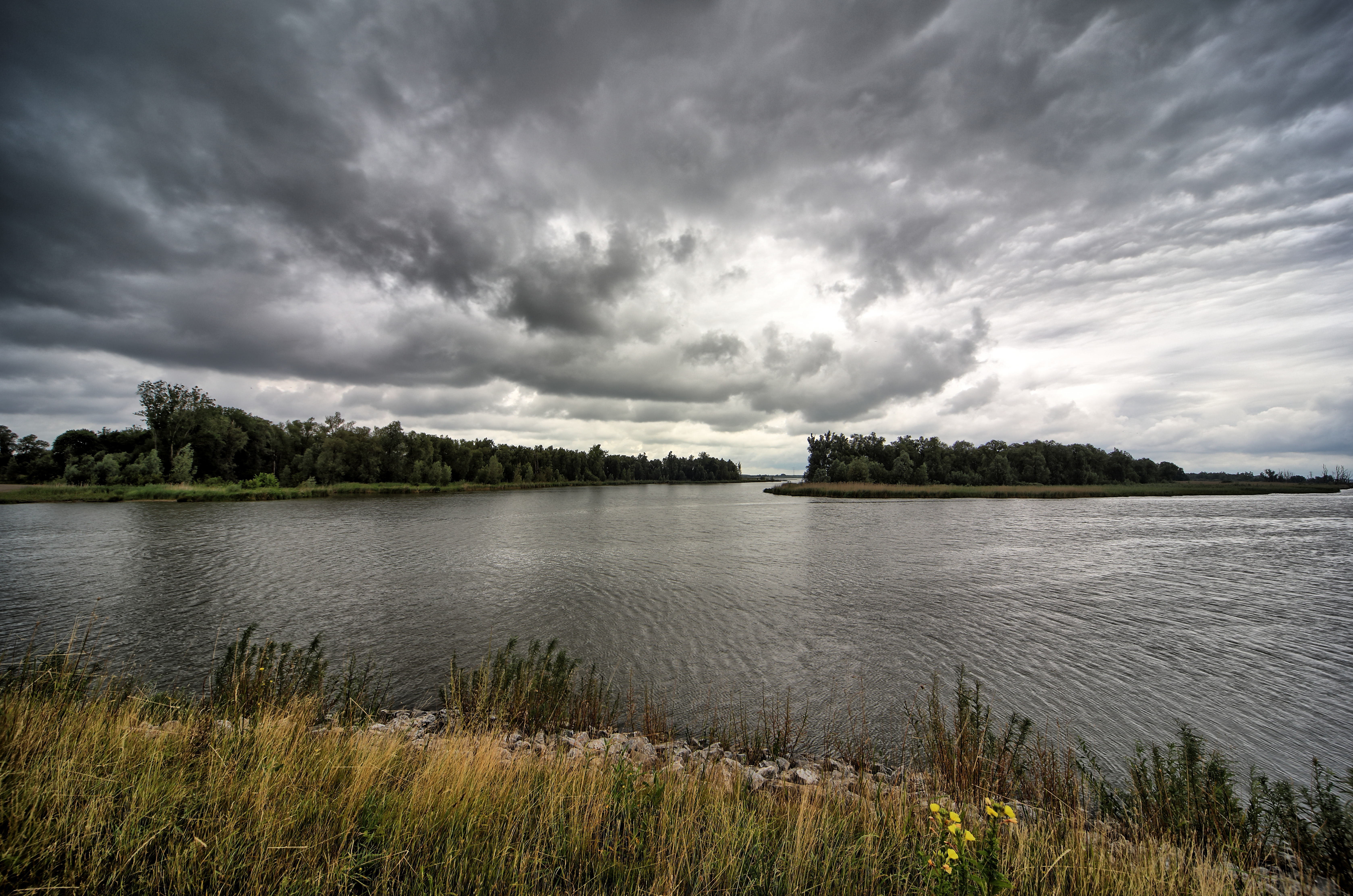
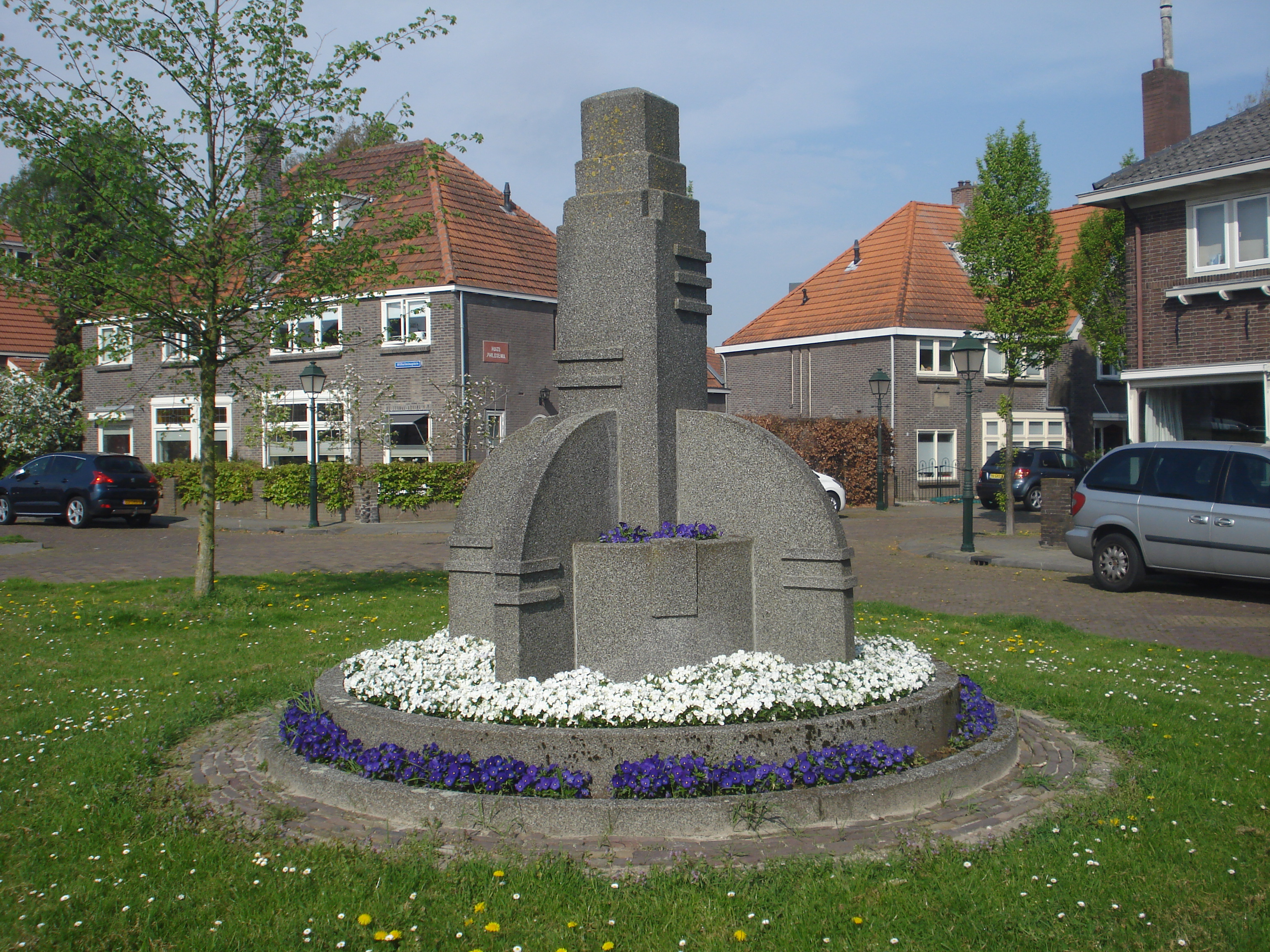

## أعلام
- جوليانا كورنيليا دي لانوي